# Ixodes mexicanus
Ixodes mexicanus är en fästingart som beskrevs av Cooley och Glen M. Kohls 1942. Ixodes mexicanus ingår i släktet Ixodes och familjen hårda fästingar. Inga underarter finns listade i Catalogue of Life.